# ヂェスール・ベ・ギュゼル
『ヂェスール・ベ・ギュゼル』（トルコ語: Cesur ve Güzel）は、トルコのテレビドラマ。スターTVで2016年11月10日から2017年6月22日まで放送された。
タイトルの意味は「勇敢で美しい」。

## 登場人物
ヂェスール・アレムダロル
演：クヴァンツ・タトルトゥー
スハン・コルルダー
演：トゥバ・ブュユキュステゥュン